# Institut für angewandte Arbeitswissenschaft

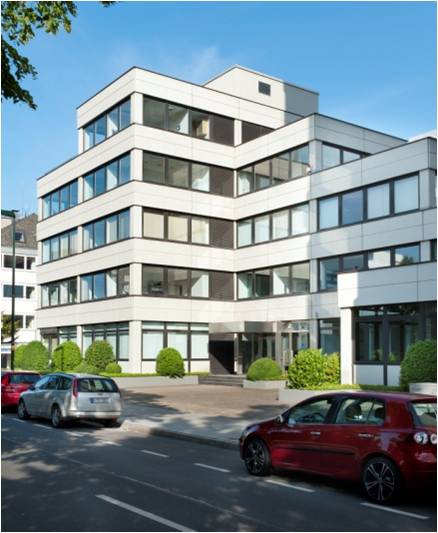
Außenansicht des Instituts für angewandte Arbeitswissenschaft e. V.

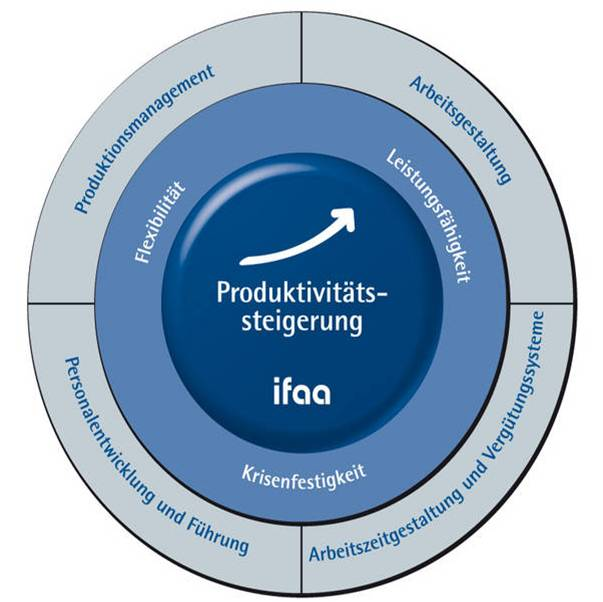
Kernbereiche des ifaa

Das ifaa - Institut für angewandte Arbeitswissenschaft e.V. ist eine Forschungseinrichtung in den Disziplinen Arbeitswissenschaft und Betriebsorganisation mit Sitz in Düsseldorf. Mitglieder sind die Arbeitgeberverbände der Metall- und Elektroindustrie in Deutschland.

## Geschichte
Am 9. Juli 1962 erfolgte ein Beschluss der Mitgliederversammlung des Gesamtverbandes der Arbeitgeberverbände der Metall- und Elektro-Industrie e. V. zur Gründung eines eigenständigen arbeitswissenschaftlichen Instituts. Das ifaa - Institut für angewandte Arbeitswissenschaft nahm im April 1963 seine Arbeit auf. Schwerpunkte der Arbeit waren insbesondere die Entwicklung einwandfreier und praktisch verwertbarer Methoden zur Arbeitsvorbereitung, Fertigungssteuerung und Entlohnung sowie die Erfassung, Vertiefung und Verbreitung des gesammelten und erarbeiteten Gedankengutes durch eine Dokumentation und durch die Verbreitung des Wissens an die Mitgliedsverbände. Bis 1973 war der Sitz des Institutes in Rodenkirchen bei Köln (zeitweise in der Villa Malta), danach bis September 2008 in Köln-Marienburg. Im September 2008 war die Verlegung des Sitzes nach Düsseldorf.

## Forschung und Entwicklung

### Auftrag
Der Vereinszweck liegt in der betriebsnahen Arbeitswissenschaft und Betriebsorganisation. Das Ziel des ifaa besteht primär in der Steigerung der Produktivität in den Unternehmen. Damit leistet das Institut einen Beitrag zur Wettbewerbsfähigkeit der deutschen Wirtschaft.
Besonderen Wert wird auf die enge Verzahnung von Wissenschaft und Praxis gelegt.
Das ifaa analysiert betriebliche Prozesse, ergründet Wirkzusammenhänge, zeigt Entwicklungen der Arbeits- und Betriebsorganisation auf und erarbeitet unternehmensrelevante sowie praxiserprobte Produkte und Dienstleistungen. Dies geschieht in Zusammenarbeit mit den Verbänden der Metall- und Elektroindustrie – in deren Auftrag das ifaa handelt – sowie in sehr engem Kontakt zur betrieblichen Praxis.
Neue Trends in der Arbeitswissenschaft und im Industrial Engineering sowie volkswirtschaftliche Globalisierungseffekte zwingen Unternehmen zu einem rasanten Strukturwandel mit dem Ziel, die Wettbewerbsfähigkeit der betrieblichen Prozesse zu erhalten und zu verbessern. Das ifaa erarbeitet Lösungen für die Verbände und Unternehmen, um den stetigen Strukturwandel erfolgreich und nachhaltig zu bewältigen.

### Kernbereiche
Die nachfolgenden Arbeitsbereiche und somit zentralen Forschungsthemen werden durch die jeweiligen Spezialisten im ifaa vertreten:
- Arbeitsgestaltung
- Arbeitswelt der Zukunft
- Arbeitszeitgestaltung und Vergütungssysteme
- Produktionsmanagement
- Personalentwicklung und Führung
- Künstliche Intelligenz

Um die Verbände und Unternehmen zu unterstützen, arbeitet das ifaa darüber hinaus an übergeordneten Themengebieten und Forschungsprojekten, die eine bereichsübergreifende Kooperation erfordern und die Vernetzung der Kernthemen des ifaa bedingen.

### Projekte
Um die Verzahnung zwischen Wissenschaft und Praxis in unternehmensrelevanter Forschung und betrieblichen Metastudien zu sichern, beteiligt sich das Institut an verschiedenen geförderten Forschungsprojekten mit renommierten Forschungsinstitutionen, Universitäten, Hochschulen, mittelständischen und großen Industrieunternehmen.

## Leitende Personen
Direktor ist seit dem 1. April 2008 Sascha Stowasser.
Seine Vorgänger waren:
- 2007 bis 2008 (kommissarisch): Klaus-Detlev Becker
- 2005 bis 2007: Volker Hornung
- 1989 bis 2005: Wolfgang Schultetus

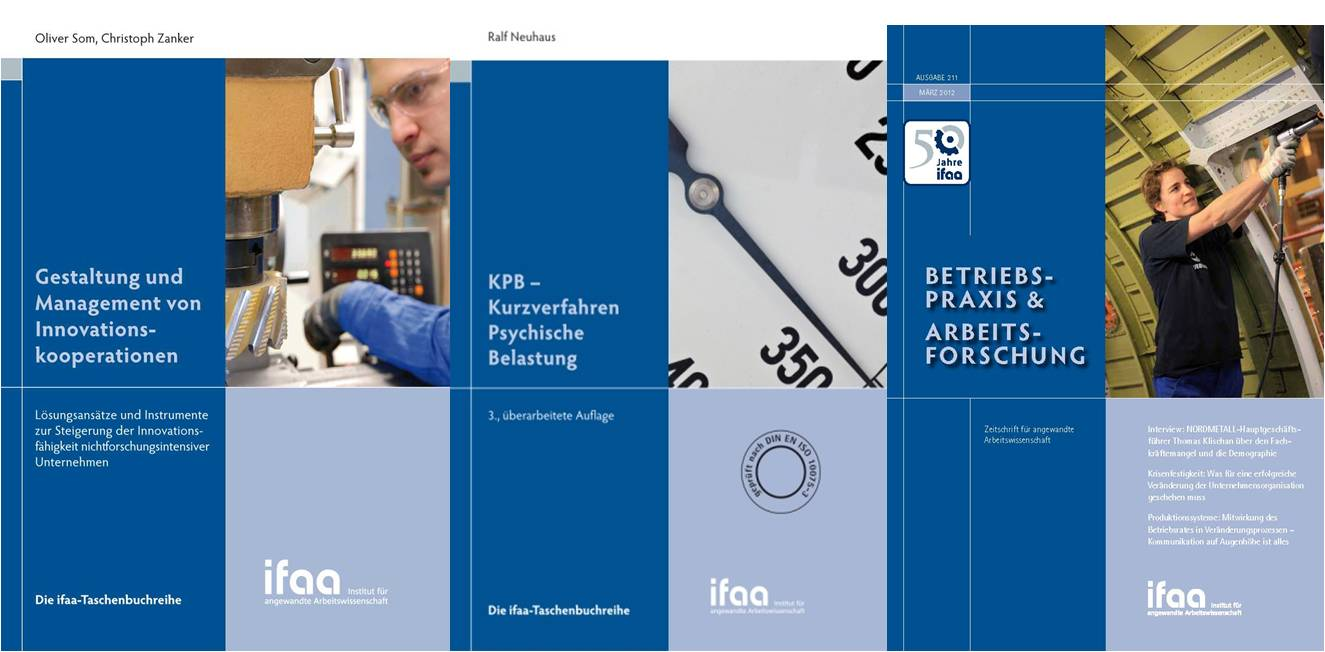
Auswahl der Publikationen

- 1969 bis 1989: Reinhold Weil
- 1964 bis 1969: Eugen Oberhoff
- 1962 bis 1964: Harald Mohn[3]

## Dienstleistungen

### Publikationen
Das ifaa beteiligt sich aktiv an der arbeitswissenschaftlichen Diskussion anhand von eigens erstellten Publikationen in Form von Zeitschriften, Büchern und Kongressberichten.
Das Fachmagazin Werkwandel erscheint dreimal im Jahr als E-Paper und befasst sich mit aktuellen Themen der Arbeitswissenschaft und der Betriebsorganisation. Es werden die neuesten Forschungsergebnisse sowie Good-Practice-Beispiele aus Unternehmen vorgestellt.
Zusätzlich veröffentlicht das ifaa praxisgerechte Handlungshilfen sowie trendweisende Studien. Sie richtet sich an Fach- und Führungskräfte, Arbeitgeberverbände der Metall- und Elektroindustrie und Wissenschaftler. Diese behandeln in Theorie und Praxis Themen der Arbeitswissenschaft. Neu im Portfolio sind die Faktenblätter des ifaa zu einzelnen arbeitswissenschaftlichen Themen, zum Beispiel das Faktenblatt Generation Y.

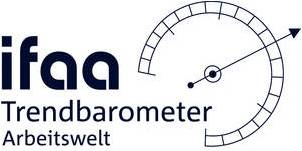
Ifaa-Trendbarometer

### ifaa-Trendbarometer Arbeitswelt
Um die vielfältigen unterschiedlichen Aspekte der Themen in der Arbeitswelt systematisch und regelmäßig zu erfassen, auszuwerten und interessierte Kreise zu informieren, hat das Institut für angewandte Arbeitswissenschaften e.V. im Mai 2009 das ifaa-Trendbarometer Arbeitswelt initiiert.
Zweimal jährlich werden Vertreter aus der Wirtschaft, den Verbänden und der (Arbeits-)Wissenschaft und Betriebsorganisation (Industrial Engineering) zu der Bedeutung ausgewählter Themen der Arbeitswissenschaft und der Betriebsorganisation befragt.
Die aktuellen Auswertungen werden auf der Internetseite des Instituts und über die Zeitschrift »Betriebspraxis und Arbeitsforschung« veröffentlicht.